# 轉錄 (語言學)
轉錄（英語：transcription）是指按照一定的規則，用文字來表達一種語音的語音。意即「語音到文字」的過程。此外，有時還會使用「轉寫」、「記音」等術語 。
與之相對的概念是字母轉寫（英語：。不過一般常用「轉寫」來涵蓋這兩個概念。

## 語音轉錄和音韻轉錄
轉錄可分為兩種類型：語音轉錄和音韻轉錄。例如，韓語的（笨蛋）中第一个「 」讀作p ，第二個「 」讀作b ，但就音系學來說，兩者均屬同一音位/p/的同位異音。因此，語音轉錄須記為pabo ，音韻轉錄則可記為/papo/ （語言學中，語音轉錄使用 [ ] 、音韻轉錄則使用 / / ）。

音韻轉寫須遵循一個音位對應一個符號的原則，例如語言學常用的國際音標，相對而言，單一語言的字母，像是日文的片假名，則不具備這種準確性。例如英文的「right」（右、正確）、「light」（光、輕）以日文片假名轉寫時，均變成「ライト」，但這樣一來便無法展現r和l的區別，則非準確的語音轉寫。

## 常見漢語轉寫系統
漢語的轉寫（轉錄）系統主要有两類，一类以拉丁字母为基础，常稱為「拼音」，如汉语拼音、通用拼音等；另一類是根據漢語特點創造的符號，如注音符號。

### 現代標準漢語
- 注音符號
- 漢語拼音方案
- 通用拼音
- 威妥瑪拼音
- 國語羅馬字

### 閩南語
- 閩南語白話字
- 臺灣閩南語羅馬字拼音方案

### 粵語
- 粤语拼音方案